# Борки (Охватское сельское поселение)
Борки — деревня в Пеновском районе Тверской области.

## География
Находится в западной части Тверской области на расстоянии приблизительно 18 км на запад-юго-запад по прямой от районного центра поселка Пено.

## История
Деревня была показана на карте 1939 года как поселение с 5 дворами. До 2020 года входила в Охватское сельское поселение Пеновского района до их упразднения.

## Население
Численность населения: 2 человека (русские 100 %) в 2002 году, 1 в 2010.